# كاباياما سوكينوري
كاباياما سوكينوري (9 ديسمبر 1837 - 8 فبراير 1922)هو كان جنرالًا في الجيش الإمبراطوري الياباني وأدميرالًا في البحرية الإمبراطورية اليابانية، وأصبح لاحقًا أول حاكم عام ياباني لتايوان خلال فترة الجزيرة كمستعمرة يابانية.